# San Gregorio Barbarigo alle Tre Fontane
Pour les articles homonymes, voir Barbarigo.
Le titre cardinalice de San Gregorio Barbarigo alle Tre Fontane  (Saint Grégoire Barbarigo à Tre Fontane) est érigé par le pape Paul VI le 5 mars 1973 et rattaché à l'église San Gregorio Barbarigo qui se trouve dans le quartiere Europa au sud de Rome.

## Titulaires
| - Maurice Michael Otunga (1973-2003) - Bernard Panafieu (2003-2017) - Désiré Tsarahazana (2018-) |